# 台北市立士林高級商業職業学校
台北市立士林高級商業職業学校 Taipei Municipal Shilin High School of Commerce）は、台北市士林区 にある商業専門学校。

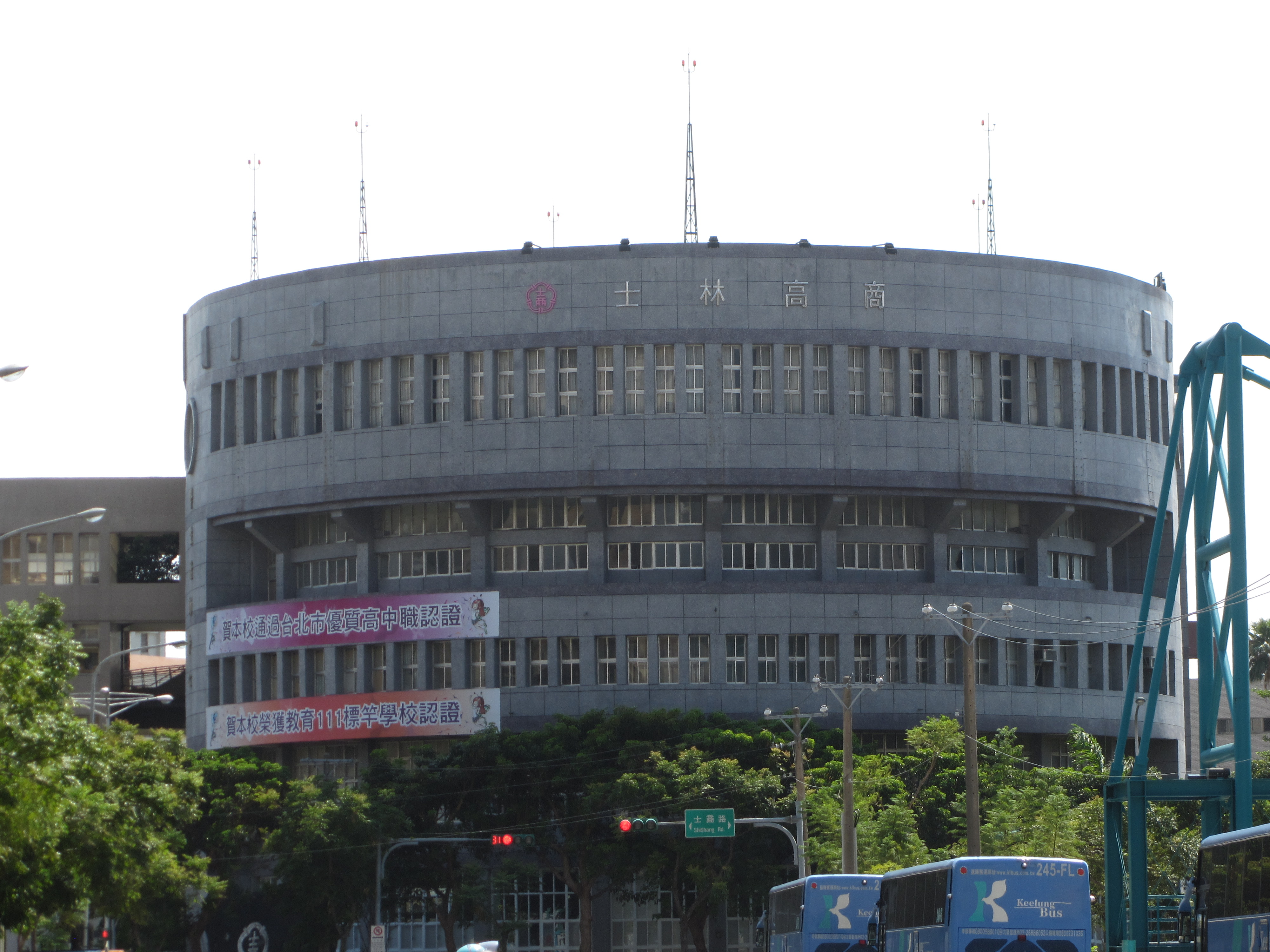
校舍

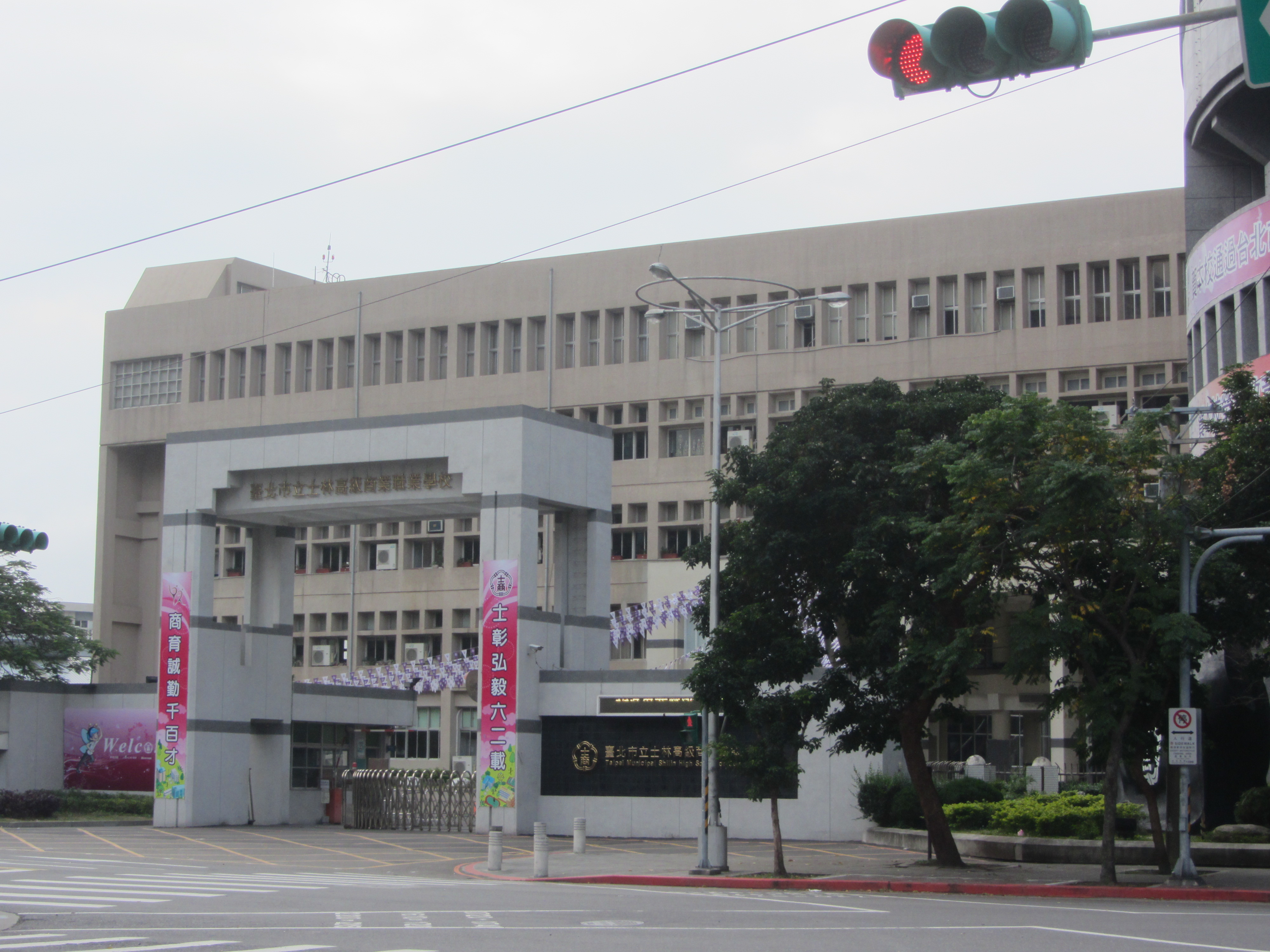
校門

## 校史
- 1951年、開校

## 校長
- 陳光熙
- 李咸林
- 張明輝
- 許勝哲
- 劉正鳴
- 徐善德
- 黃贇瑾
- 曾騰瀧
- 余耀銘

## 姉妹校
- 京都府立京都すばる高等学校
- 広島県立呉商業高等学校